# Senatorowie VIII kadencji Senatu Rzeczypospolitej Polskiej

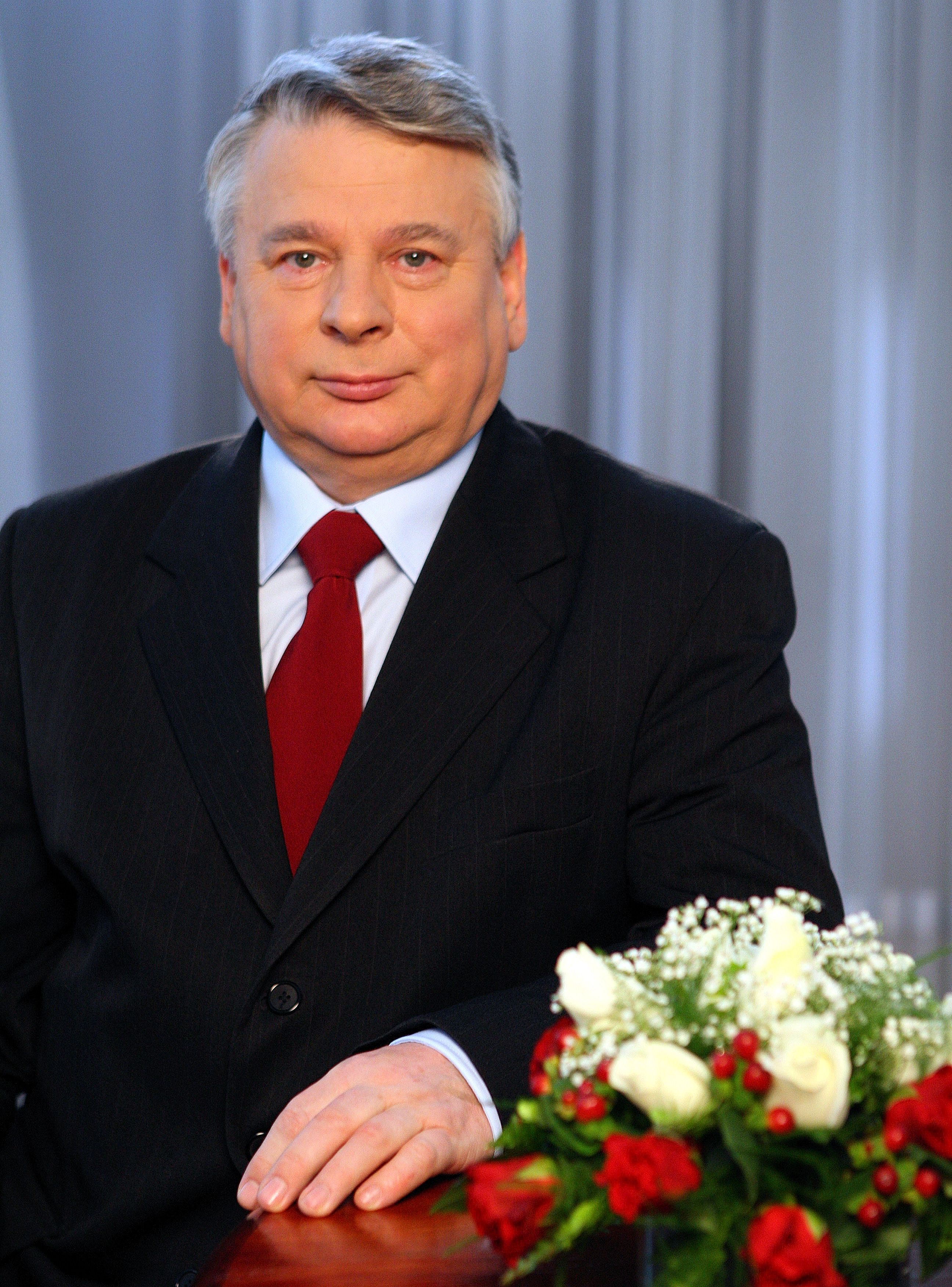
Bogdan Borusewicz – marszałek Senatu VIII kadencji

Senatorowie VIII kadencji Senatu Rzeczypospolitej Polskiej zostali wyłonieni podczas wyborów parlamentarnych 9 października 2011 i w wyborach uzupełniających. Senatorowie złożyli ślubowanie na pierwszym posiedzeniu Senatu VIII kadencji wyznaczonym na 8 listopada 2011, ich kadencja upłynęła w przeddzień pierwszego posiedzenia następnego Sejmu, tj. 11 listopada 2015.
Senatorów wyłoniono w pierwszych po reformie systemu wyborczego do Senatu wyborach – 40 dotychczasowych okręgów dwu-, trzy- i czteromandatowych zastąpiono 100 nowymi jednomandatowymi okręgami wyborczymi. Zastosowano system większości względnej.
W trakcie kadencji przeprowadzono w czterech terminach wybory uzupełniające – 21 kwietnia 2013, 8 września 2013, 7 września 2014 i 8 lutego 2015. W dwóch przypadkach przyczyną była śmierć senatorów wybranych w 2011, w dwóch kolejnych – wybór do Parlamentu Europejskiego w 2014, w jednym – wybór na urząd marszałka województwa, w dalszym – zrzeczenie się mandatu. Ponadto jeden wygasły mandat – przyczyną było mianowanie na ambasadora RP – pozostał nieobsadzony z powodu zbliżającego się końca kadencji parlamentu.

## Kluby i koła w Senacie w trakcie kadencji
| \| Ugrupowanie polityczne \| Ugrupowanie polityczne \| XI 2011[3] \| XI 2015 \| +/– \| \| ---------------------- \| --------------------------- \| ---------- \| ------- \| --- \| \| \| Platforma Obywatelska \| 63 \| 57 \| 6 \| \| \| Prawo i Sprawiedliwość \| 30 \| 32 \| 2 \| \| \| KS Niezależnych \| 3 \| 4 \| 1 \| \| \| Polskie Stronnictwo Ludowe \| 2 \| 2 \| \| \| \| Solidarna Polska[a] \| 1 \| – \| 1 \| \| \| Zjednoczona Prawica[b] \| – \| 1 \| – \| \| \| Senatorowie niezrzeszeni[c] \| 1 \| 3 \| 2 \| \| Razem \| Razem \| 100 \| 99 \| 99 \| | Podział 100 mandatów: PSL: 2 PO: 63 KS Niezależnych: 3 Solidarna Polska: 1 PiS: 30 Niezrz.: 1 |         |         |     |
| Ugrupowanie polityczne | Ugrupowanie polityczne                                                                        | XI 2011 | XI 2015 | +/– |
| | Platforma Obywatelska                                                                         | 63      | 57      | 6   |
| | Prawo i Sprawiedliwość                                                                        | 30      | 32      | 2   |
| | KS Niezależnych                                                                               | 3       | 4       | 1   |
| | Polskie Stronnictwo Ludowe                                                                    | 2       | 2       |     |
| | Solidarna Polska                                                                              | 1       | –       | 1   |
| | Zjednoczona Prawica                                                                           | –       | 1       | –   |
| | Senatorowie niezrzeszeni                                                                      | 1       | 3       | 2   |
| Razem | Razem                                                                                         | 100     | 99      | 99  |

## Dane zbiorcze o senatorach wybranych 9 października 2011
Przynależność do partii politycznych deklarowało 78 senatorów: 52 – PO, 23 – PiS, po 1 – Ruch Odbudowy Polski, Socjaldemokracja Polska i Sojusz Lewicy Demokratycznej; 22 senatorów było bezpartyjnych.
W izbie zasiadło 13 kobiet i 87 mężczyzn. 72 senatorów posiadało już doświadczenie parlamentarne (w tym 44 było wcześniej senatorami, 13 – senatorami i posłami na Sejm RP, 1 – senatorem i posłem do Parlamentu Europejskiego, 11 – posłami na Sejm, 2 – posłami na Sejm i do PE, 1 – posłem do PE), 28 wybrano do parlamentu po raz pierwszy. 68 deputowanych pracowało wcześniej w organach samorządu terytorialnego.
Średnia wieku senatorów wynosiła 56 lat (4 senatorów w wieku poniżej 40 lat, 5 – powyżej 70 lat). 94 senatorów miało wykształcenie wyższe (w tym 14 profesorów oraz 7 doktorów i doktorów habilitowanych), a 6 – średnie.

## Pierwsze posiedzenie
1. posiedzenie Senatu VIII kadencji rozpoczęło się 8 listopada 2011. Funkcję marszałka seniora pełnił najstarszy wiekiem senator Kazimierz Kutz, sekretarzami posiedzenia byli najmłodsi spośród deputowanych do izby wyższej – Przemysław Błaszczyk, Andżelika Możdżanowska i Andrzej Szewiński.

## Prezydium Senatu VIII kadencji
| Senator                                                              | Senator                | Funkcja                  | Klub/Koło                   | Czas pełnienia funkcji | Czas pełnienia funkcji |
| Senator                                                              | Senator                | Funkcja                  | Klub/Koło                   | Od                     | Do                     |
| -------------------------------------------------------------------- | ---------------------- | ------------------------ | --------------------------- | ---------------------- | ---------------------- |
|                                                                      | Kazimierz Kutz         | Marszałek senior         | Koło Senatorów Niezależnych | 8 listopada 2011(dts)  | 8 listopada 2011(dts)  |
| Marszałek senior przewodniczy obradom Senatu przed wyborem Prezydium |                        |                          |                             |                        |                        |
|                                                                      | Bogdan Borusewicz      | Marszałek Senatu         | KP Platforma Obywatelska    | 8 listopada 2011(dts)  | 11 listopada 2015(dts) |
|                                                                      | Stanisław Karczewski   | Wicemarszałek Senatu     | KP Prawo i Sprawiedliwość   | 9 listopada 2011(dts)  | 11 listopada 2015(dts) |
|                                                                      | Maria Pańczyk-Pozdziej | Wicemarszałek Senatu     | KP Platforma Obywatelska    | 9 listopada 2011(dts)  | 11 listopada 2015(dts) |
| Jan Wyrowiński                                                       | Wicemarszałek Senatu   | KP Platforma Obywatelska | 9 listopada 2011(dts)       | 11 listopada 2015(dts) |                        |

Bogdan Borusewicz został wybrany na to stanowisko po raz trzeci.
Ponadto 9 listopada 2011 wybrano 8 sekretarzy: Annę Aksamit (PO), Przemysława Błaszczyka (PiS), Stanisława Gorczycę (PO), Beatę Gosiewską (PiS), Piotra Gruszczyńskiego (PO), Helenę Hatkę (PO), Tadeusza Kopcia (PO) i Marka Martynowskiego (PiS).

## Senatorowie VIII kadencji
Kolorem szarym wyróżniono senatorów, których mandat wygasł w czasie trwania kadencji izby.

### Senatorowie wybrani 9 października 2011
| Zdjęcie                      |                        | Senator                      | Komitet wyborczy           | Okręg                | Największe miasto                                                                                         | Dotychczasowy staż parlamentarny                                                                          | % głosów |
| ---------------------------- | ---------------------- | ---------------------------- | -------------------------- | -------------------- | --- | --- | -------- |
| Łukasz Abgarowicz            |                        | Łukasz Abgarowicz            | Platforma Obywatelska RP   | 41                   | Pruszków                                                                                                  | senator VII kadencji (2007–2011); poseł na Sejm IV i V kadencji (2001–2007)                               | 44,81    |
| Anna Aksamit                 | Anna Aksamit           | Platforma Obywatelska RP     | 40                         | Legionowo            | wybrana po raz pierwszy                                                                                   | 44,41 |          |
| Tadeusz Arłukowicz           | Tadeusz Arłukowicz     | Platforma Obywatelska RP     | 60                         | Białystok            | wybrany po raz pierwszy                                                                                   | 41,73 |          |
| Mieczysław Augustyn          | Mieczysław Augustyn    | Platforma Obywatelska RP     | 88                         | Piła                 | senator VI i VII kadencji (2005–2011)                                                                     | 42,44 |          |
| Elżbieta Bieńkowska          | Elżbieta Bieńkowska    | Platforma Obywatelska RP     | 75                         | Tychy                | wybrana po raz pierwszy                                                                                   | 45,24 |          |
| Grzegorz Bierecki            |                        | Grzegorz Bierecki            | Prawo i Sprawiedliwość     | 17                   | Biała Podlaska                                                                                            | wybrany po raz pierwszy                                                                                   | 32,40    |
| Przemysław Błaszczyk         | Przemysław Błaszczyk   | Prawo i Sprawiedliwość       | 25                         | Kutno                | senator VII kadencji (2007–2011)                                                                          | 29,40 |          |
| Ryszard Bonisławski          |                        | Ryszard Bonisławski          | Platforma Obywatelska RP   | 24                   | Łódź | wybrany po raz pierwszy                                                                                   | 45,54    |
| Marek Borowski               |                        | Marek Borowski               | KWW Marka Borowskiego      | 42                   | Warszawa                                                                                                  | poseł na Sejm I, II, III, IV i VI kadencji (1991–2005, 2007–2011)                                         | 50,26    |
| Bogdan Borusewicz            |                        | Bogdan Borusewicz            | Platforma Obywatelska RP   | 65                   | Gdańsk | senator VI i VII kadencji (2005–2011) poseł na Sejm I, II i III kadencji (1991–2001)                      | 62,49    |
| Barbara Borys-Damięcka       | Barbara Borys-Damięcka | Platforma Obywatelska RP     | 44                         | Warszawa             | senator VII kadencji (2007–2011)                                                                          | 60,71 |          |
| Jerzy Chróścikowski          |                        | Jerzy Chróścikowski          | Prawo i Sprawiedliwość     | 19                   | Zamość | senator IV, VI i VII kadencji (1997–2001, 2005–2011)                                                      | 37,53    |
| Alicja Chybicka              |                        | Alicja Chybicka              | Platforma Obywatelska RP   | 7                    | Wrocław                                                                                                   | wybrana po raz pierwszy                                                                                   | 43,89    |
| Włodzimierz Cimoszewicz      |                        | Włodzimierz Cimoszewicz      | KWW Cimoszewicz do Senatu  | 61                   | Bielsk Podlaski                                                                                           | senator VII kadencji (2007–2011); poseł na Sejm X, I, II, III i IV kadencji (1989–2005)                   | 49,83    |
| Henryk Cioch                 |                        | Henryk Cioch                 | Prawo i Sprawiedliwość     | 16                   | Lublin | wybrany po raz pierwszy                                                                                   | 34,18    |
| Leszek Czarnobaj             |                        | Leszek Czarnobaj             | Platforma Obywatelska RP   | 67                   | Malbork                                                                                                   | wybrany po raz pierwszy                                                                                   | 49,03    |
| Grzegorz Czelej              |                        | Grzegorz Czelej              | Prawo i Sprawiedliwość     | 15                   | Świdnik                                                                                                   | senator VII kadencji (2007–2011)                                                                          | 43,85    |
| Dorota Czudowska             | Dorota Czudowska       | Prawo i Sprawiedliwość       | 3                          | Legnica              | senator IV kadencji (1997–2001)                                                                           | 29,50 |          |
| Wiesław Dobkowski            | Wiesław Dobkowski      | Prawo i Sprawiedliwość       | 28                         | Piotrków Trybunalski | senator VII kadencji (2007–2011)                                                                          | 36,16 |          |
| Robert Dowhan                |                        | Robert Dowhan                | Platforma Obywatelska RP   | 22                   | Nowa Sól                                                                                                  | wybrany po raz pierwszy                                                                                   | 46,34    |
| Jarosław Duda                | Jarosław Duda          | Platforma Obywatelska RP     | 6                          | Oleśnica             | senator VII kadencji (2007–2011) poseł na Sejm IV i V kadencji (2004–2007)                                | 35,35 |          |
| Mieczysław Gil               |                        | Mieczysław Gil               | Prawo i Sprawiedliwość     | 81                   | Końskie                                                                                                   | poseł na Sejm X i I kadencji (1989–1993)                                                                  | 31,91    |
| Witold Gintowt-Dziewałtowski |                        | Witold Gintowt-Dziewałtowski | Platforma Obywatelska RP   | 84                   | Elbląg | poseł na Sejm III, IV, V i VI kadencji (1997–2011)                                                        | 39,94    |
| Stanisław Gogacz             |                        | Stanisław Gogacz             | Prawo i Sprawiedliwość     | 14                   | Puławy | senator IV i VII kadencji (1997–2001, 2007–2011)                                                          | 36,57    |
| Stanisław Gorczyca           |                        | Stanisław Gorczyca           | Platforma Obywatelska RP   | 85                   | Ostróda                                                                                                   | senator VII kadencji (2007–2011) poseł na Sejm IV i V kadencji (2001–2007)                                | 35,70    |
| Beata Gosiewska              |                        | Beata Gosiewska              | Prawo i Sprawiedliwość     | 82                   | Ostrowiec Świętokrzyski                                                                                   | wybrana po raz pierwszy                                                                                   | 37,52    |
| Ryszard Górecki              |                        | Ryszard Górecki              | Platforma Obywatelska RP   | 86                   | Olsztyn                                                                                                   | senator VI i VII kadencji (2005–2011)                                                                     | 58,87    |
| Henryk Górski                |                        | Henryk Górski                | Prawo i Sprawiedliwość     | 47                   | Mińsk Mazowiecki                                                                                          | senator VI i VII kadencji (2005–2011)                                                                     | 38,83    |
| Maciej Grubski               |                        | Maciej Grubski               | Platforma Obywatelska RP   | 23                   | Łódź | senator VII kadencji (2007–2011)                                                                          | 41,50    |
| Piotr Gruszczyński           | Piotr Gruszczyński     | Platforma Obywatelska RP     | 92                         | Gniezno              | senator VII kadencji (2007–2011)                                                                          | 40,24 |          |
| Andrzej Grzyb                | Andrzej Grzyb          | Platforma Obywatelska RP     | 66                         | Tczew                | senator VII kadencji (2007–2011)                                                                          | 46,60 |          |
| Helena Hatka                 | Helena Hatka           | Platforma Obywatelska RP     | 21                         | Gorzów Wielkopolski  | wybrana po raz pierwszy                                                                                   | 34,33 |          |
| Stanisław Hodorowicz         | Stanisław Hodorowicz   | Platforma Obywatelska RP     | 36                         | Nowy Targ            | wybrany po raz pierwszy                                                                                   | 35,28 |          |
| Stanisław Iwan               | Stanisław Iwan         | Platforma Obywatelska RP     | 20                         | Zielona Góra         | senator VII kadencji (2007–2011)                                                                          | 45,65 |          |
| Jan Jackowski                |                        | Jan Jackowski                | Prawo i Sprawiedliwość     | 39                   | Ciechanów                                                                                                 | poseł na Sejm III kadencji (1997–2001)                                                                    | 30,96    |
| Kazimierz Jaworski           | Kazimierz Jaworski     | Prawo i Sprawiedliwość       | 56                         | Rzeszów              | senator V i VII kadencji (2004–2005, 2007–2011)                                                           | 40,49 |          |
| Stanisław Jurcewicz          |                        | Stanisław Jurcewicz          | Platforma Obywatelska RP   | 5                    | Dzierżoniów                                                                                               | senator VII kadencji (2007–2011)                                                                          | 42,69    |
| Stanisław Karczewski         |                        | Stanisław Karczewski         | Prawo i Sprawiedliwość     | 49                   | Kozienice                                                                                                 | senator VI i VII kadencji (2005–2011)                                                                     | 43,71    |
| Wiesław Kilian               |                        | Wiesław Kilian               | Platforma Obywatelska RP   | 4                    | Wałbrzych                                                                                                 | poseł V i VI kadencji (2005–2007, 2010–2011)                                                              | 30,63    |
| Kazimierz Kleina             | Kazimierz Kleina       | Platforma Obywatelska RP     | 62                         | Słupsk               | senator IV i VII kadencji (1997–2001, 2007–2011) poseł na Sejm V kadencji (2005–2007)                     | 54,00 |          |
| Bogdan Klich                 | Bogdan Klich           | Platforma Obywatelska RP     | 33                         | Kraków               | poseł na Sejm IV kadencji (2001–2004) poseł do Parlamentu Europejskiego VI kadencji (2004–2007)           | 52,53 |          |
| Maciej Klima                 |                        | Maciej Klima                 | Prawo i Sprawiedliwość     | 34                   | Bochnia                                                                                                   | senator VII kadencji (2007–2011)                                                                          | 39,52    |
| Ryszard Knosala              |                        | Ryszard Knosala              | Platforma Obywatelska RP   | 51                   | Nysa | senator VII kadencji (2007–2011) poseł na Sejm V kadencji (2005–2007)                                     | 34,28    |
| Andrzej Kobiak               | Andrzej Kobiak         | Platforma Obywatelska RP     | 9                          | Bydgoszcz            | wybrany po raz pierwszy                                                                                   | 32,25 |          |
| Stanisław Kogut              |                        | Stanisław Kogut              | Prawo i Sprawiedliwość     | 37                   | Nowy Sącz                                                                                                 | senator VI i VII kadencji (2005–2011)                                                                     | 66,31    |
| Marek Konopka                |                        | Marek Konopka                | Platforma Obywatelska RP   | 87                   | Ełk | senator VII kadencji (2007–2011)                                                                          | 35,79    |
| Tadeusz Kopeć                | Tadeusz Kopeć          | Platforma Obywatelska RP     | 79                         | Cieszyn              | poseł na Sejm V i VI kadencji (2005–2011)                                                                 | 37,71 |          |
| Waldemar Kraska              |                        | Waldemar Kraska              | Prawo i Sprawiedliwość     | 48                   | Siedlce                                                                                                   | senator VI i VII kadencji (2005–2011)                                                                     | 43,64    |
| Kazimierz Kutz               |                        | Kazimierz Kutz               | KWW Kazimierza Kutza       | 80                   | Katowice                                                                                                  | senator IV, V i VI kadencji (1997–2007) poseł na Sejm VI kadencji (2007–2011)                             | 60,51    |
| Jarosław Lasecki             |                        | Jarosław Lasecki             | Platforma Obywatelska RP   | 68                   | Myszków                                                                                                   | senator VI kadencji (2005, 2006–2007)                                                                     | 39,59    |
| Jan Libicki                  | Jan Libicki            | Platforma Obywatelska RP     | 89                         | Szamotuły            | poseł na Sejm IV i V kadencji (2005–2007, 2008–2011)                                                      | 30,32 |          |
| Robert Mamątow               |                        | Robert Mamątow               | Prawo i Sprawiedliwość     | 46                   | Ostrołęka                                                                                                 | wybrany po raz pierwszy                                                                                   | 32,21    |
| Marek Martynowski            | Marek Martynowski      | Prawo i Sprawiedliwość       | 38                         | Płock                | wybrany po raz pierwszy                                                                                   | 29,17 |          |
| Andrzej Matusiewicz          | Andrzej Matusiewicz    | Prawo i Sprawiedliwość       | 58                         | Przemyśl             | wybrany po raz pierwszy                                                                                   | 39,45 |          |
| Zbigniew Meres               |                        | Zbigniew Meres               | Platforma Obywatelska RP   | 76                   | Dąbrowa Górnicza                                                                                          | senator VII kadencji (2007–2011)                                                                          | 30,64    |
| Jan Michalski                | Jan Michalski          | Platforma Obywatelska RP     | 1                          | Bolesławiec          | wybrany po raz pierwszy                                                                                   | 35,55 |          |
| Andrzej Misiołek             | Andrzej Misiołek       | Platforma Obywatelska RP     | 71                         | Zabrze               | senator VII kadencji (2007–2011)                                                                          | 42,50 |          |
| Antoni Motyczka              | Antoni Motyczka        | Platforma Obywatelska RP     | 73                         | Rybnik               | senator VI i VII kadencji (2005–2011)                                                                     | 34,11 |          |
| Andżelika Możdżanowska       |                        | Andżelika Możdżanowska       | Polskie Stronnictwo Ludowe | 95                   | Ostrów Wielkopolski                                                                                       | wybrana po raz pierwszy                                                                                   | 30,02    |
| Rafał Muchacki               |                        | Rafał Muchacki               | Platforma Obywatelska RP   | 78                   | Bielsko-Biała                                                                                             | senator VII kadencji (2007–2011) poseł na Sejm V kadencji (2005–2007)                                     | 45,93    |
| Ireneusz Niewiarowski        | Ireneusz Niewiarowski  | Platforma Obywatelska RP     | 93                         | Konin                | senator I i VII kadencji (1989–1991, 2007–2011) poseł na Sejm I, III i IV kadencji (1991–1993, 1997–2005) | 30,61 |          |
| Jarosław Obremski            |                        | Jarosław Obremski            | KWW Rafał Dutkiewicz       | 8                    | Wrocław                                                                                                   | wybrany po raz pierwszy                                                                                   | 41,89    |
| Norbert Obrycki              |                        | Norbert Obrycki              | Platforma Obywatelska RP   | 97                   | Szczecin                                                                                                  | wybrany po raz pierwszy                                                                                   | 44,29    |
| Władysław Ortyl              |                        | Władysław Ortyl              | Prawo i Sprawiedliwość     | 55                   | Mielec | senator VI i VII kadencji (2005–2011)                                                                     | 49,17    |
| Andrzej Owczarek             |                        | Andrzej Owczarek             | Platforma Obywatelska RP   | 26                   | Pabianice                                                                                                 | senator VI i VII kadencji (2005–2011)                                                                     | 42,78    |
| Andrzej Pająk                |                        | Andrzej Pająk                | Prawo i Sprawiedliwość     | 30                   | Oświęcim                                                                                                  | poseł na Sejm VI kadencji (2011)                                                                          | 38,01    |
| Maria Pańczyk-Pozdziej       |                        | Maria Pańczyk-Pozdziej       | Platforma Obywatelska RP   | 70                   | Gliwice                                                                                                   | senator VI i VII kadencji (2005–2011)                                                                     | 48,44    |
| Bohdan Paszkowski            |                        | Bohdan Paszkowski            | Prawo i Sprawiedliwość     | 59                   | Suwałki                                                                                                   | senator VII kadencji (2007–2011)                                                                          | 33,73    |
| Andrzej Person               |                        | Andrzej Person               | Platforma Obywatelska RP   | 13                   | Włocławek                                                                                                 | senator VII i VII kadencji (2005–2011)                                                                    | 42,59    |
| Bogdan Pęk                   |                        | Bogdan Pęk                   | Prawo i Sprawiedliwość     | 31                   | Olkusz | poseł na Sejm II, III i IV kadencji (1993–2004) poseł do Parlamentu Europejskiego VI kadencji (2004–2009) | 31,64    |
| Leszek Piechota              |                        | Leszek Piechota              | Platforma Obywatelska RP   | 74                   | Ruda Śląska                                                                                               | senator VII kadencji (2010–2011)                                                                          | 39,35    |
| Józef Pinior                 | Józef Pinior           | Platforma Obywatelska RP     | 2                          | Jelenia Góra         | poseł do Parlamentu Europejskiego VI kadencji (2004–2009)                                                 | 41,01 |          |
| Aleksander Pociej            | Aleksander Pociej      | Platforma Obywatelska RP     | 45                         | Warszawa             | wybrany po raz pierwszy                                                                                   | 45,19 |          |
| Marian Poślednik             | Marian Poślednik       | Platforma Obywatelska RP     | 94                         | Leszno               | poseł na Sejm III kadencji (1997–2001)                                                                    | 34,13 |          |
| Sławomir Preiss              | Sławomir Preiss        | Platforma Obywatelska RP     | 98                         | Stargard Szczeciński | poseł na Sejm VI kadencji (2007–2011)                                                                     | 35,14 |          |
| Marek Rocki                  | Marek Rocki            | Platforma Obywatelska RP     | 43                         | Warszawa             | senator VI i VII kadencji (2005–2011)                                                                     | 49,12 |          |
| Jadwiga Rotnicka             | Jadwiga Rotnicka       | Platforma Obywatelska RP     | 91                         | Poznań               | senator VII kadencji (2007–2011)                                                                          | 62,29 |          |
| Jan Rulewski                 | Jan Rulewski           | Platforma Obywatelska RP     | 10                         | Inowrocław           | senator VII kadencji (2007–2011) poseł na Sejm I, II i III kadencji (1991–2001)                           | 45,28 |          |
| Janina Sagatowska            |                        | Janina Sagatowska            | Prawo i Sprawiedliwość     | 54                   | Stalowa Wola                                                                                              | senator IV i V kadencji (1997–2005)                                                                       | 40,99    |
| Janusz Sepioł                |                        | Janusz Sepioł                | Platforma Obywatelska RP   | 32                   | Kraków | senator VII kadencji (2007–2011)                                                                          | 46,69    |
| Michał Seweryński            |                        | Michał Seweryński            | Prawo i Sprawiedliwość     | 27                   | Zduńska Wola                                                                                              | wybrany po raz pierwszy                                                                                   | 27,23    |
| Witold Sitarz                |                        | Witold Sitarz                | Platforma Obywatelska RP   | 96                   | Kalisz | poseł na Sejm VI kadencji (2007–2011)                                                                     | 27,00    |
| Wojciech Skurkiewicz         |                        | Wojciech Skurkiewicz         | Prawo i Sprawiedliwość     | 50                   | Radom | senator VII kadencji (2007–2011)                                                                          | 35,65    |
| Krzysztof Słoń               | Krzysztof Słoń         | Prawo i Sprawiedliwość       | 83                         | Kielce               | wybrany po raz pierwszy                                                                                   | 25,08 |          |
| Andrzej Szewiński            |                        | Andrzej Szewiński            | Platforma Obywatelska RP   | 69                   | Częstochowa                                                                                               | senator VII kadencji (2007–2011)                                                                          | 37,12    |
| Grażyna Sztark               | Grażyna Sztark         | Platforma Obywatelska RP     | 99                         | Kołobrzeg            | senator VII kadencji (2007–2011)                                                                          | 40,11 |          |
| Bogusław Śmigielski          | Bogusław Śmigielski    | Platforma Obywatelska RP     | 77                         | Sosnowiec            | wybrany po raz pierwszy                                                                                   | 43,46 |          |
| Aleksander Świeykowski       | Aleksander Świeykowski | Platforma Obywatelska RP     | 53                         | Kędzierzyn-Koźle     | wybrany po raz pierwszy                                                                                   | 30,93 |          |
| Piotr Wach                   | Piotr Wach             | Platforma Obywatelska RP     | 52                         | Opole                | senator VI i VII kadencji (2005–2011)                                                                     | 38,94 |          |
| Kazimierz Wiatr              |                        | Kazimierz Wiatr              | Prawo i Sprawiedliwość     | 35                   | Tarnów | senator VI i VII kadencji (2005–2011)                                                                     | 38,69    |
| Edmund Wittbrodt             |                        | Edmund Wittbrodt             | Platforma Obywatelska RP   | 64                   | Gdynia | senator IV, V, VI i VII kadencji (1997–2011) poseł do Parlamentu Europejskiego V kadencji (2004)          | 46,73    |
| Grzegorz Wojciechowski       |                        | Grzegorz Wojciechowski       | Prawo i Sprawiedliwość     | 29                   | Tomaszów Mazowiecki                                                                                       | senator VII kadencji (2007–2011)                                                                          | 38,85    |
| Michał Wojtczak              |                        | Michał Wojtczak              | Platforma Obywatelska RP   | 12                   | Grudziądz                                                                                                 | senator VI i VII kadencji (2005–2011) poseł na Sejm III kadencji (1997–2001)                              | 38,40    |
| Jan Wyrowiński               | Jan Wyrowiński         | Platforma Obywatelska RP     | 11                         | Toruń                | senator VII kadencji (2007–2011) poseł na Sejm X, I, II, III i V kadencji (1989–2001, 2005–2007)          | 35,64 |          |
| Roman Zaborowski             | Roman Zaborowski       | Platforma Obywatelska RP     | 63                         | Chojnice             | wybrany po raz pierwszy                                                                                   | 49,01 |          |
| Alicja Zając                 |                        | Alicja Zając                 | Prawo i Sprawiedliwość     | 57                   | Krosno | senator VII kadencji (2010–2011)                                                                          | 53,71    |
| Józef Zając                  |                        | Józef Zając                  | Polskie Stronnictwo Ludowe | 18                   | Chełm | wybrany po raz pierwszy                                                                                   | 31,30    |
| Adam Zdziebło                |                        | Adam Zdziebło                | Platforma Obywatelska RP   | 72                   | Jastrzębie-Zdrój                                                                                          | wybrany po raz pierwszy                                                                                   | 33,92    |
| Piotr Zientarski             | Piotr Zientarski       | Platforma Obywatelska RP     | 100                        | Koszalin             | senator VI i VII kadencji (2005–2011)                                                                     | 46,54 |          |
| Marek Ziółkowski             | Marek Ziółkowski       | Platforma Obywatelska RP     | 90                         | Swarzędz             | senator VI i VII kadencji (2005–2011)                                                                     | 64,61 |          |

### Senatorowie wybrani w wyborach uzupełniających
| Zdjęcie           |                   | Senator                | Komitet wyborczy       | Data wyboru           | Okręg                   | Największe miasto                                                                  | Dotychczasowy staż parlamentarny                   | % głosów |
| ----------------- | ----------------- | ---------------------- | ---------------------- | --------------------- | ----------------------- | ---------------------------------------------------------------------------------- | -------------------------------------------------- | -------- |
| Bolesław Piecha   |                   | Bolesław Piecha        | Prawo i Sprawiedliwość | 21 kwietnia 2013(dts) | 73                      | Rybnik                                                                             | poseł na Sejm IV, V, VI i VII kadencji (2001–2013) | 28,48    |
| Zdzisław Pupa     | Zdzisław Pupa     | Prawo i Sprawiedliwość | 8 września 2013(dts)   | 55                    | Mielec                  | senator VII kadencji (2007–2011); poseł na Sejm III kadencji (1997–2001)           | 60,84                                              |          |
| Izabela Kloc      | Izabela Kloc      | Prawo i Sprawiedliwość | 7 września 2014(dts)   | 73                    | Rybnik                  | posłanka na Sejm V, VI i VII kadencji (2005–2014)                                  | 48,56                                              |          |
| Maria Koc         | Maria Koc         | Prawo i Sprawiedliwość | 7 września 2014(dts)   | 47                    | Mińsk Mazowiecki        | wybrana po raz pierwszy                                                            | 58,35                                              |          |
| Jarosław Rusiecki | Jarosław Rusiecki | Prawo i Sprawiedliwość | 7 września 2014(dts)   | 82                    | Ostrowiec Świętokrzyski | poseł na Sejm V, VI i VII kadencji (2005–2014)                                     | 37,04                                              |          |
| Czesław Ryszka    | Czesław Ryszka    | Prawo i Sprawiedliwość | 8 lutego 2015(dts)     | 75                    | Tychy                   | senator VI i VII kadencji (2005, 2006–2011) poseł na Sejm III kadencji (1997–2001) | 56,57                                              |          |

### Senatorowie, których mandat wygasł w trakcie kadencji (7 senatorów)
| Senator          | Senator             | Data wygaśnięcia mandatu                             | Przyczyna                                     | Następca                     | Następca        |
| ---------------- | ------------------- | ---------------------------------------------------- | --------------------------------------------- | ---------------------------- | --------------- |
|                  | Antoni Motyczka     | 24 stycznia 2013(dts)                                | śmierć                                        |                              | Bolesław Piecha |
|                  | Władysław Ortyl     | 27 maja 2013(dts)                                    | wybór na Marszałka Województwa Podkarpackiego | Zdzisław Pupa                |                 |
| Henryk Górski    | 19 maja 2014(dts)   | śmierć                                               | Maria Koc                                     |                              |                 |
| Beata Gosiewska  | 25 maja 2014(dts)   | wybór na posła do Parlamentu Europejskiego           | Jarosław Rusiecki                             |                              |                 |
| Bolesław Piecha  | 25 maja 2014(dts)   | wybór na posła do Parlamentu Europejskiego           | Izabela Kloc                                  |                              |                 |
|                  | Elżbieta Bieńkowska | 31 października 2014(dts)                            | zrzeczenie się mandatu                        | Czesław Ryszka               |                 |
| Marek Ziółkowski | 7 lipca 2015(dts)   | mianowanie na Ambasadora RP w Królestwie Marokańskim |                                               | mandat pozostał nieobsadzony |                 |

## Przynależność klubowa

### Stan na koniec kadencji
Platforma Obywatelska
     Polskie Stronnictwo Ludowe
     Koło Senatorów Niezależnych
     Prawo i Sprawiedliwość
     Zjednoczona Prawica
     Senatorowie niezrzeszeni
     Wakat

Platforma Obywatelska
Polskie Stronnictwo Ludowe
Koło Senatorów Niezależnych
Prawo i Sprawiedliwość
Zjednoczona Prawica
Senatorowie niezrzeszeni
Wakat

Senatorowie VIII kadencji zrzeszeni byli w następujących klubach i kole parlamentarnym:
- Klub Parlamentarny Platforma Obywatelska – 57 senatorów, przewodniczący Grupy Senatorów Marek Rocki,
- Klub Parlamentarny Prawo i Sprawiedliwość – 32 senatorów,
- Koło Senatorów Niezależnych – 4 senatorów, przewodniczący Kazimierz Kutz,
- Klub Parlamentarny Polskiego Stronnictwa Ludowego – 2 senatorów,
- Klub Parlamentarny Zjednoczona Prawica[k] – 1 senator.

Ponadto 3 senatorów było niezrzeszonych, a jeden mandat pozostał nieobsadzony do końca kadencji.
Od 8 listopada 2011 do 26 marca 2014 miał swoich przedstawicieli w Senacie także Klub Parlamentarny Solidarna Polska.
| Klub Parlamentarny Platforma Obywatelska | Klub Parlamentarny Platforma Obywatelska | Klub Parlamentarny Platforma Obywatelska | Klub Parlamentarny Platforma Obywatelska |
| --- | --- | --- | --- |
| | | | |
| - Łukasz Abgarowicz - Anna Aksamit - Tadeusz Arłukowicz - Mieczysław Augustyn - Ryszard Bonisławski - Bogdan Borusewicz - Barbara Borys-Damięcka - Alicja Chybicka - Leszek Czarnobaj - Robert Dowhan - Jarosław Duda - Witold Gintowt-Dziewałtowski - Stanisław Gorczyca - Ryszard Górecki - Maciej Grubski | - Piotr Gruszczyński - Andrzej Grzyb - Stanisław Hodorowicz - Stanisław Jurcewicz - Wiesław Kilian - Kazimierz Kleina - Bogdan Klich - Ryszard Knosala - Andrzej Kobiak - Marek Konopka - Jarosław Lasecki - Jan Libicki - Zbigniew Meres - Jan Michalski - Andrzej Misiołek | - Rafał Muchacki - Ireneusz Niewiarowski - Norbert Obrycki - Andrzej Owczarek - Maria Pańczyk-Pozdziej - Andrzej Person - Leszek Piechota - Józef Pinior - Aleksander Pociej - Marian Poślednik - Sławomir Preiss - Marek Rocki - Jadwiga Rotnicka - Jan Rulewski - Janusz Sepioł | - Witold Sitarz - Andrzej Szewiński - Grażyna Sztark - Bogusław Śmigielski - Aleksander Świeykowski - Piotr Wach - Edmund Wittbrodt - Michał Wojtczak - Jan Wyrowiński - Roman Zaborowski - Adam Zdziebło - Piotr Zientarski |
| Klub Parlamentarny Prawo i Sprawiedliwość | | | |
| | | | |
| - Grzegorz Bierecki - Przemysław Błaszczyk - Jerzy Chróścikowski - Henryk Cioch - Grzegorz Czelej - Dorota Czudowska - Wiesław Dobkowski - Mieczysław Gil | - Stanisław Gogacz - Jan Jackowski - Stanisław Karczewski - Izabela Kloc - Maria Koc - Stanisław Kogut - Waldemar Kraska - Maciej Klima | - Robert Mamątow - Marek Martynowski - Andrzej Matusiewicz - Andrzej Pająk - Bohdan Paszkowski - Bogdan Pęk - Zdzisław Pupa - Jarosław Rusiecki | - Czesław Ryszka - Janina Sagatowska - Michał Seweryński - Wojciech Skurkiewicz - Krzysztof Słoń - Kazimierz Wiatr - Grzegorz Wojciechowski - Alicja Zając                                                                   |
| Koło Senatorów Niezależnych | | | |
| | | | |
| - Marek Borowski | - Włodzimierz Cimoszewicz | - Kazimierz Kutz | - Jarosław Obremski |
| Klub Parlamentarny Polskiego Stronnictwa Ludowego | | | |
| | | | |
| - Andżelika Możdżanowska | - Józef Zając | | |
| Klub Parlamentarny Zjednoczona Prawica | | | |
| | | | |
| - Kazimierz Jaworski | | | |
| Senatorowie niezrzeszeni | | | |
| | | | |
| - Helena Hatka | - Stanisław Iwan | - Tadeusz Kopeć | |

### Zmiany liczebności klubów i kół w czasie kadencji
|            | Klub lub koło | Klub lub koło | Klub lub koło | Klub lub koło | Klub lub koło | Klub lub koło | Niezrz. | Razem | Wakaty |
| PO         | PiS           | PSL           | KSN           | SP            | ZP            |               | Niezrz. | Razem | Wakaty |
| ---------- | ------------- | ------------- | ------------- | ------------- | ------------- | ------------- | ------- | ----- | ------ |
|            |               |               |               |               |               |               |         | Razem | Wakaty |
| 08.11.2011 | 63            | 30            | 2             | 3             | 1             | —             | 1       | 100   | —      |
| 01.12.2011 | 63            | 29            | 2             | 3             | 2             | —             | 1       | 100   | —      |
| 20.12.2011 | 63            | 29            | 2             | 4             | 2             | —             | —       | 100   | —      |
| 24.01.2013 | 62            | 29            | 2             | 4             | 2             | —             | —       | 99    | 1      |
| 21.04.2013 | 62            | 30            | 2             | 4             | 2             | —             | —       | 100   | —      |
| 27.05.2013 | 62            | 29            | 2             | 4             | 2             | —             | —       | 99    | 1      |
| 19.09.2013 | 62            | 30            | 2             | 4             | 2             | —             | —       | 100   | —      |
| 30.01.2014 | 62            | 30            | 2             | 4             | 1             | —             | 1       | 100   | —      |
| 27.03.2014 | 62            | 30            | 2             | 4             | —             | —             | 2       | 100   | —      |
| 19.05.2014 | 62            | 29            | 2             | 4             | —             | —             | 2       | 99    | 1      |
| 21.05.2014 | 62            | 30            | 2             | 4             | —             | —             | 1       | 99    | 1      |
| 25.05.2014 | 62            | 28            | 2             | 4             | —             | —             | 1       | 97    | 3      |
| 25.07.2014 | 62            | 28            | 2             | 4             | —             | 1             | —       | 97    | 3      |
| 24.09.2014 | 62            | 31            | 2             | 4             | —             | 1             | —       | 100   | —      |
| 31.10.2014 | 61            | 31            | 2             | 4             | —             | 1             | —       | 99    | 1      |
| 04.03.2015 | 61            | 32            | 2             | 4             | —             | 1             | —       | 100   | —      |
| 22.05.2015 | 60            | 32            | 2             | 4             | —             | 1             | 1       | 100   | —      |
| 07.07.2015 | 59            | 32            | 2             | 4             | —             | 1             | 1       | 99    | 1      |
| 21.07.2015 | 58            | 32            | 2             | 4             | —             | 1             | 2       | 99    | 1      |
| 12.08.2015 | 57            | 32            | 2             | 4             | —             | 1             | 3       | 99    | 1      |

## Przewodniczący komisji
| Komisja                                                     | Data wyboru       | Przewodniczący komisji     | Przewodniczący komisji        |
| ----------------------------------------------------------- | ----------------- | -------------------------- | ----------------------------- |
| Komisja Budżetu i Finansów Publicznych                      | 17 listopada 2011 |                            | Kazimierz Kleina (PO)         |
| Komisja Gospodarki Narodowej                                | 17 listopada 2011 | Marek Ziółkowski (PO)      |                               |
| Komisja Gospodarki Narodowej                                | 24 lipca 2015     | Stanisław Jurcewicz (PO)   |                               |
| Komisja Kultury i Środków Przekazu                          | 17 listopada 2011 |                            | Grzegorz Czelej (PiS)         |
| Komisja Nauki, Edukacji i Sportu                            | 17 listopada 2011 | Kazimierz Wiatr (PiS)      |                               |
| Komisja Obrony Narodowej                                    | 17 listopada 2011 | Władysław Ortyl (PiS)      |                               |
| Komisja Obrony Narodowej                                    | 13 listopada 2013 | Wojciech Skurkiewicz (PiS) |                               |
| Komisja Praw Człowieka, Praworządności i Petycji            | 17 listopada 2011 | Michał Seweryński (PiS)    |                               |
| Komisja Regulaminowa, Etyki i Spraw Senatorskich            | 17 listopada 2011 |                            | Andrzej Misiołek (PO)         |
| Komisja Rodziny, Polityki Senioralnej i Społecznej          | 17 listopada 2011 | Mieczysław Augustyn (PO)   |                               |
| Komisja Rolnictwa i Rozwoju Wsi                             | 17 listopada 2011 |                            | Jerzy Chróścikowski (PiS)     |
| Komisja Samorządu Terytorialnego i Administracji Państwowej | 17 listopada 2011 |                            | Janusz Sepioł (PO)            |
| Komisja Spraw Emigracji i Łączności z Polakami za Granicą   | 17 listopada 2011 | Andrzej Person (PO)        |                               |
| Komisja Spraw Unii Europejskiej                             | 17 listopada 2011 | Edmund Wittbrodt (PO)      |                               |
| Komisja Spraw Zagranicznych                                 | 17 listopada 2011 |                            | Włodzimierz Cimoszewicz (KSN) |
| Komisja Środowiska                                          | 17 listopada 2011 |                            | Jadwiga Rotnicka (PO)         |
| Komisja Ustawodawcza                                        | 17 listopada 2011 | Piotr Zientarski (PO)      |                               |
| Komisja Zdrowia                                             | 17 listopada 2011 | Rafał Muchacki (PO)        |                               |

7 senatorów pełniło te same funkcje w Senacie VII kadencji: Mieczysław Augustyn, Jerzy Chróścikowski, Kazimierz Kleina, Andrzej Person, Kazimierz Wiatr, Edmund Wittbrodt i Piotr Zientarski.